# 碘化铥
碘化铥是一种铥的碘化物，化学式为TmI3。属六方晶系。

## 制备
碘化铥可由金属铥和碘化汞加热反应得到：
2 Tm + 3 HgI2 → 2 TmI3 + 3 Hg
反应中生成的单质汞可以通过蒸馏除去。
从溶液中结晶出的碘化铥水合物可以和碘化铵加热，得到无水物。

## 性质
碘化铥水合物在空气中加热，得到TmOI。无水碘化铥和金属铥共热，得到TmI2：
2 TmI3 + Tm → 3 TmI2